# Indoclausia
Indoclausia – rodzaj widłonogów z rodziny Clausiidae. Wprowadzili go w 1974 roku M.J. Sebastian i N. Krishna Pillai dla nowo opisanego przez siebie gatunku Indoclausia bacescui.

## Podział systematyczny
Do rodzaju należą następujące gatunki:
- Indoclausia bacescui Sebastian & Pillai, 1974
- Indoclausia bipartita Kim I.H., 2014
- Indoclausia helioporae Cheng, Ho & Dai, 2014